# Бабків ставок
Бабків ставок — гідрологічний заказник місцевого значення. Об'єкт розташований на території Маньківського району Черкаської області, село Дзендзелівка.
Площа — 5 га, статус отриманий у 2003 році.

## Галерея

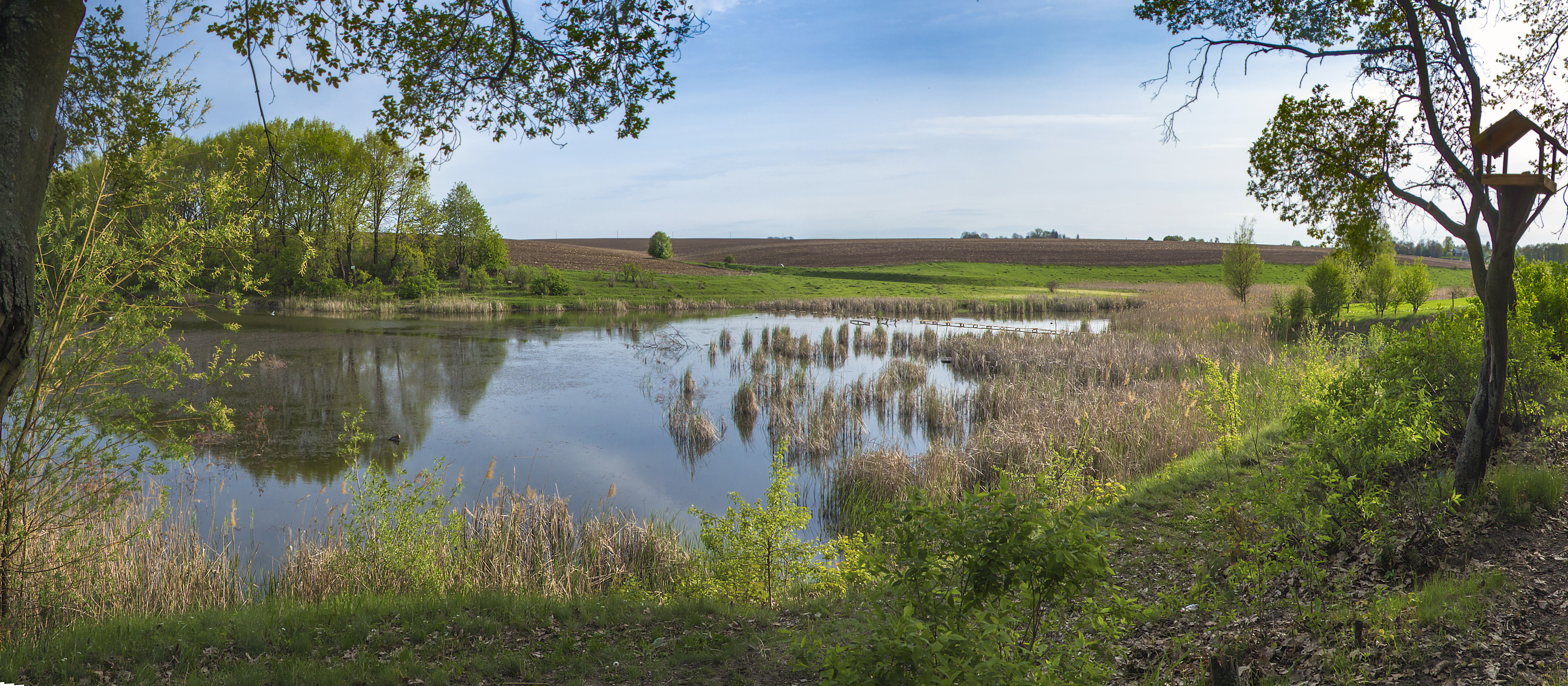
Краєвид ставка
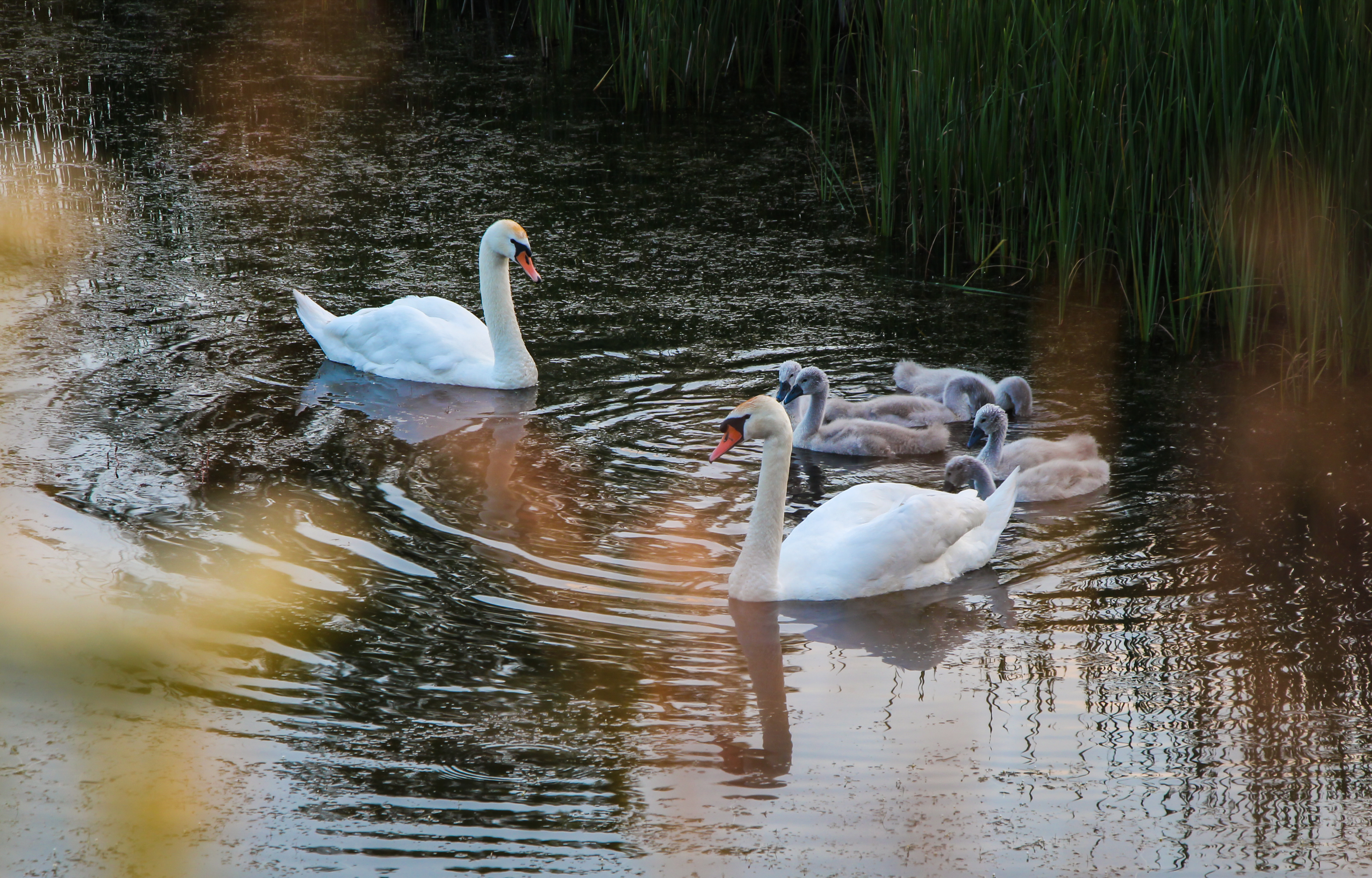
Лебеді-шипуни у заказнику
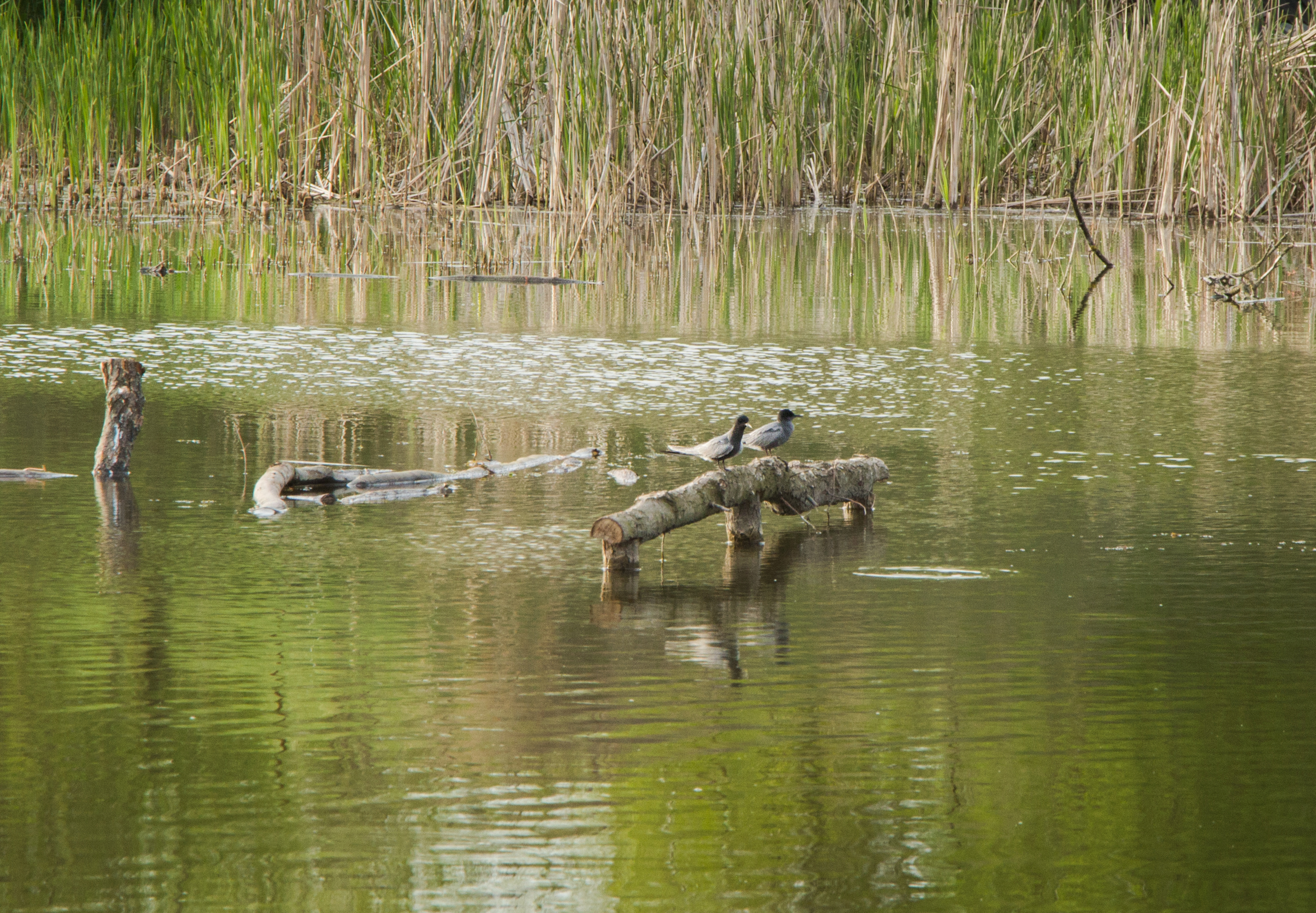
Крячки чорні у заказнику